# Selección de fútbol sub-20 de Hong Kong
La Selección de fútbol sub-20 de Hong Kong es el equipo que representa al país en el Mundial Sub-20 y en el Campeonato sub-19 de la AFC; y es controlado por la Asociación de fútbol de Hong Kong.

## Participaciones

### Mundial Sub-20
| Año   | Ronda        | J            | G            | E            | P            | GF           | GC           |
| ----- | ------------ | ------------ | ------------ | ------------ | ------------ | ------------ | ------------ |
| 1977  | No clasificó | No clasificó | No clasificó | No clasificó | No clasificó | No clasificó | No clasificó |
| 1979  | No clasificó | No clasificó | No clasificó | No clasificó | No clasificó | No clasificó | No clasificó |
| 1981  | No clasificó | No clasificó | No clasificó | No clasificó | No clasificó | No clasificó | No clasificó |
| 1983  | No clasificó | No clasificó | No clasificó | No clasificó | No clasificó | No clasificó | No clasificó |
| 1985  | No clasificó | No clasificó | No clasificó | No clasificó | No clasificó | No clasificó | No clasificó |
| 1987  | No clasificó | No clasificó | No clasificó | No clasificó | No clasificó | No clasificó | No clasificó |
| 1989  | No clasificó | No clasificó | No clasificó | No clasificó | No clasificó | No clasificó | No clasificó |
| 1991  | No clasificó | No clasificó | No clasificó | No clasificó | No clasificó | No clasificó | No clasificó |
| 1993  | No clasificó | No clasificó | No clasificó | No clasificó | No clasificó | No clasificó | No clasificó |
| 1995  | No clasificó | No clasificó | No clasificó | No clasificó | No clasificó | No clasificó | No clasificó |
| 1997  | No clasificó | No clasificó | No clasificó | No clasificó | No clasificó | No clasificó | No clasificó |
| 1999  | No clasificó | No clasificó | No clasificó | No clasificó | No clasificó | No clasificó | No clasificó |
| 2001  | No clasificó | No clasificó | No clasificó | No clasificó | No clasificó | No clasificó | No clasificó |
| 2003  | No clasificó | No clasificó | No clasificó | No clasificó | No clasificó | No clasificó | No clasificó |
| 2005  | No clasificó | No clasificó | No clasificó | No clasificó | No clasificó | No clasificó | No clasificó |
| 2007  | No clasificó | No clasificó | No clasificó | No clasificó | No clasificó | No clasificó | No clasificó |
| 2009  | No clasificó | No clasificó | No clasificó | No clasificó | No clasificó | No clasificó | No clasificó |
| 2011  | No clasificó | No clasificó | No clasificó | No clasificó | No clasificó | No clasificó | No clasificó |
| 2013  | No clasificó | No clasificó | No clasificó | No clasificó | No clasificó | No clasificó | No clasificó |
| 2015  | No clasificó | No clasificó | No clasificó | No clasificó | No clasificó | No clasificó | No clasificó |
| Total | 0/20         | 0            | 0            | 0            | 0            | 0            | 0            |

### Campeonato sub-19 de la AFC
| Año   | Resultado        | J            | G            | E            | P            | GF           | GC           |
| ----- | ---------------- | ------------ | ------------ | ------------ | ------------ | ------------ | ------------ |
| 1959  | 4.º lugar        | 3            | 0            | 0            | 3            | 2            | 14           |
| 1960  | No participó     | No participó | No participó | No participó | No participó | No participó | No participó |
| 1961  | No participó     | No participó | No participó | No participó | No participó | No participó | No participó |
| 1962  | Fase de grupos   | 4            | 2            | 0            | 2            | 7            | 8            |
| 1963  | 3.er lugar       | 5            | 4            | 1            | 1            | 17           | 6            |
| 1964  | No participó     | No participó | No participó | No participó | No participó | No participó | No participó |
| 1965  | 4.º lugar        | 6            | 3            | 0            | 3            | 8            | 10           |
| 1966  | Cuartos de final | 4            | 1            | 1            | 2            | 8            | 14           |
| 1967  | Fase de grupos   | 3            | 0            | 0            | 3            | 5            | 12           |
| 1968  | Fase de grupos   | 3            | 0            | 2            | 1            | 3            | 6            |
| 1969  | Fase de grupos   | 3            | 0            | 1            | 2            | 6            | 11           |
| 1970  | Cuartos de final | 4            | 3            | 1            | 0            | 9            | 2            |
| 1971  | Fase de grupos   | 3            | 0            | 0            | 3            | 1            | 6            |
| 1972  | Fase de grupos   | 4            | 1            | 1            | 2            | 15           | 7            |
| 1973  | Fase de grupos   | 2            | 1            | 0            | 1            | 2            | 4            |
| 1974  | Cuartos de final | 4            | 0            | 3            | 1            | 3            | 6            |
| 1975  | Cuartos de final | 5            | 2            | 0            | 3            | 5            | 6            |
| 1976  | Fase de grupos   | 3            | 1            | 0            | 2            | 2            | 11           |
| 1977  | Fase de grupos   | 2            | 0            | 0            | 2            | 1            | 8            |
| 1978  | No participó     | No participó | No participó | No participó | No participó | No participó | No participó |
| 1980  | No clasificó     | No clasificó | No clasificó | No clasificó | No clasificó | No clasificó | No clasificó |
| 1982  | No clasificó     | No clasificó | No clasificó | No clasificó | No clasificó | No clasificó | No clasificó |
| 1984  | No clasificó     | No clasificó | No clasificó | No clasificó | No clasificó | No clasificó | No clasificó |
| 1986  | No clasificó     | No clasificó | No clasificó | No clasificó | No clasificó | No clasificó | No clasificó |
| 1988  | No clasificó     | No clasificó | No clasificó | No clasificó | No clasificó | No clasificó | No clasificó |
| 1990  | No clasificó     | No clasificó | No clasificó | No clasificó | No clasificó | No clasificó | No clasificó |
| 1992  | No clasificó     | No clasificó | No clasificó | No clasificó | No clasificó | No clasificó | No clasificó |
| 1994  | No clasificó     | No clasificó | No clasificó | No clasificó | No clasificó | No clasificó | No clasificó |
| 1996  | No clasificó     | No clasificó | No clasificó | No clasificó | No clasificó | No clasificó | No clasificó |
| 1998  | No clasificó     | No clasificó | No clasificó | No clasificó | No clasificó | No clasificó | No clasificó |
| 2000  | No clasificó     | No clasificó | No clasificó | No clasificó | No clasificó | No clasificó | No clasificó |
| 2002  | No clasificó     | No clasificó | No clasificó | No clasificó | No clasificó | No clasificó | No clasificó |
| 2004  | No clasificó     | No clasificó | No clasificó | No clasificó | No clasificó | No clasificó | No clasificó |
| 2006  | No clasificó     | No clasificó | No clasificó | No clasificó | No clasificó | No clasificó | No clasificó |
| 2008  | No clasificó     | No clasificó | No clasificó | No clasificó | No clasificó | No clasificó | No clasificó |
| 2010  | No clasificó     | No clasificó | No clasificó | No clasificó | No clasificó | No clasificó | No clasificó |
| 2012  | No clasificó     | No clasificó | No clasificó | No clasificó | No clasificó | No clasificó | No clasificó |
| 2014  | No clasificó     | No clasificó | No clasificó | No clasificó | No clasificó | No clasificó | No clasificó |
| Total | 16/38            | 59           | 18           | 10           | 31           | 94           | 131          |